# Josiah Bushnell Grinnell

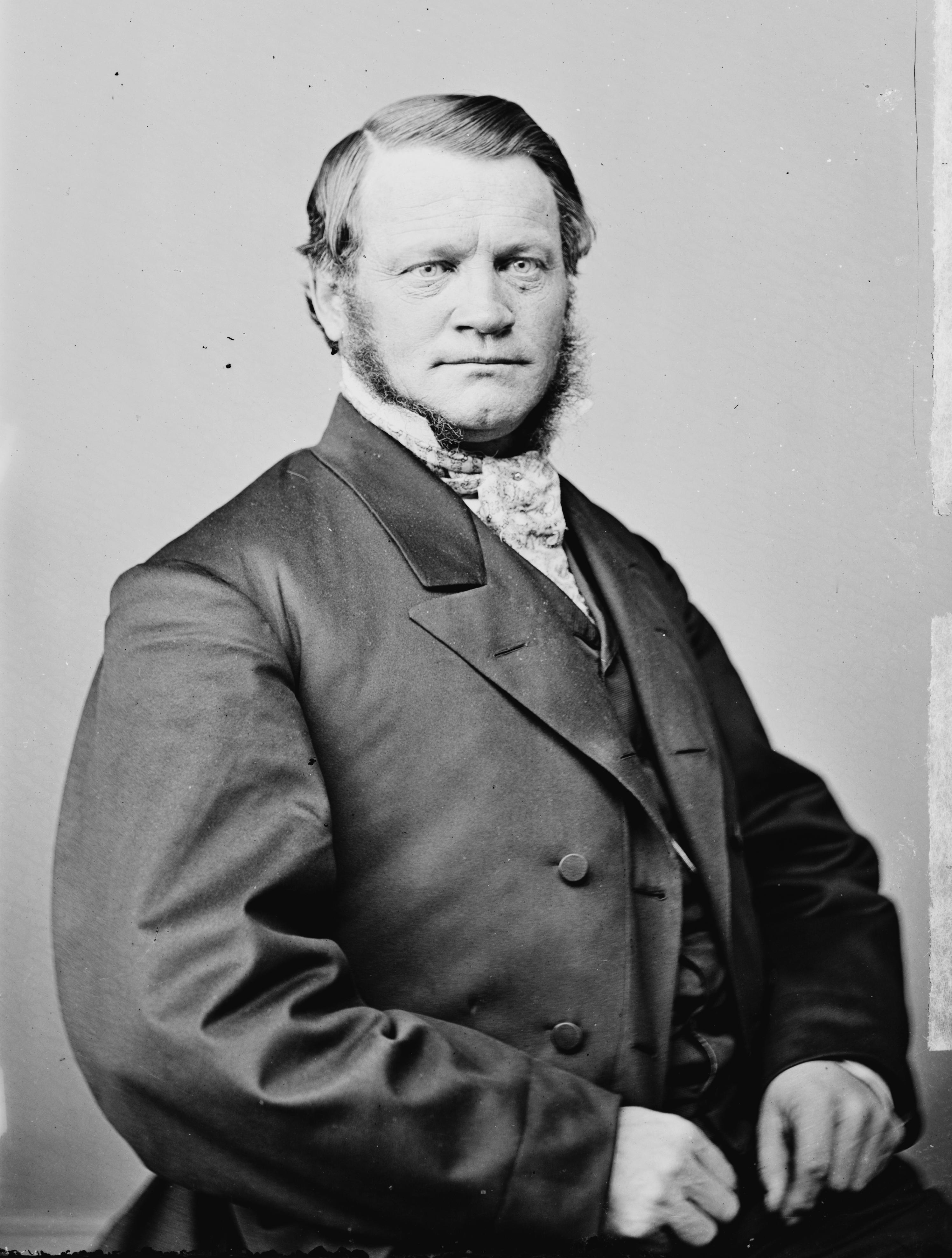
Josiah Bushnell Grinnell

Josiah Bushnell Grinnell (* 22. Dezember 1821 in New Haven, Vermont; † 31. März 1891 in Grinnell, Iowa) war ein US-amerikanischer Politiker. Zwischen 1863 und 1867 vertrat er den Bundesstaat Iowa im US-Repräsentantenhaus.

## Werdegang
Josiah Grinnell besuchte die öffentlichen Schulen seiner Heimat und das Oneida Institute. Danach studierte er bis 1847 am Auburn Theological Seminary Theologie. Nach seinem Examen wurde er zum Geistlichen der Presbyterianischen Kirche ordiniert. In den folgenden Jahren war er unter anderem in Washington, D.C. und New York City als Pastor tätig. Im Jahr 1854 zog er nach Iowa, wo er im Poweshiek County die nach ihm benannte Stadt Grinnell gründete. Er war dort auch Gründer des Grinnell College.
Politisch wurde er Mitglied der 1854 gegründeten Republikanischen Partei. Zwischen 1856 und 1860 saß Grinnell im Senat von Iowa. Nach einem Jurastudium und seiner im Jahr 1858 erfolgten Zulassung als Rechtsanwalt begann er in seinem neuen Beruf zu praktizieren. Im Mai 1860 nahm er als Delegierter an der Republican National Convention in Chicago teil, auf der Abraham Lincoln als Präsidentschaftskandidat nominiert wurde. In den folgenden zwei Jahren war Grinnell beim Postministerium angestellt.
1862 wurde Grinnell im neugeschaffenen vierten Wahlbezirk von Iowa in das US-Repräsentantenhaus in Washington gewählt. Nach einer Wiederwahl im Jahr 1864 konnte er zwischen dem 4. März 1863 und dem 3. März 1867 zwei Legislaturperioden im Kongress absolvieren. Diese waren von den Ereignissen des Bürgerkrieges und der beginnenden Reconstruction geprägt. Außerdem kam es zu Konflikten zwischen seiner Partei und Präsident Andrew Johnson. In den Jahren 1865 und 1868 wurden der 13. und der 14. Verfassungszusatz verabschiedet. Dabei ging es um die Aufhebung der Sklaverei und die Ausweitung der Bürgerrechte auf ehemalige Sklaven und Afroamerikaner.
Im Jahr 1866 lehnte Grinnell eine weitere Kandidatur ab. In den folgenden Jahren arbeitete er wieder als Anwalt und engagierte sich im Eisenbahngeschäft. Er wurde einer der Direktoren der Eisenbahngesellschaft Rock Island Railroad und Präsident der Gartenbaugesellschaft (Horticultural Society) von Iowa. Außerdem war er Präsident der First National Bank in Grinnell. Josiah Grinnell starb am 31. März 1891 in dem von ihm gegründeten Ort Grinnell und wurde dort auch beigesetzt.